# Kościół św. Jakuba w Pyle
Kościół św. Jakuba (ang. St James's Church) – anglikańska świątynia znajdująca się w walijskiej miejscowości Pyle.
Należy do Obszaru Ministerskiego Margam.

## Historia
Kościół prawdopodobnie wzniesiono w 1471 na miejscu wcześniejszej, normańskiej budowli. Świątynię odrestaurowano w 1877 i 1891 pod okiem F. W. Wallera. Podczas tych remontów wykonano nowe organy i dach nad prezbiterium. 26 lipca 1963 kościół wpisano do rejestru zabytków.

## Architektura i wyposażenie
Kościół wzniesiono z wapienia i piaskowca. Otoczony jest cmentarzem. Od zachodu do bryły świątyni dobudowana jest wieża, od południa kruchta, a od północy zakrystia. We wnętrzu znajduje się alabastrowa ambona, wykonana w 1920, z rzeźbą przedstawiającą św. Jakuba, chrzcielnica na planie ośmiokąta z XV lub XVI wieku oraz płyty nagrobne z XVII, XVIII i XIX wieku. Witraże przedstawiają ukrzyżowanie Chrystusa, Miłosiernego Samarytanina, Dawida i Jonatana oraz śś. Jakuba i Jana. W skład wyposażenia wchodzi również zabytkowy dzwon z 1677.

## Galeria

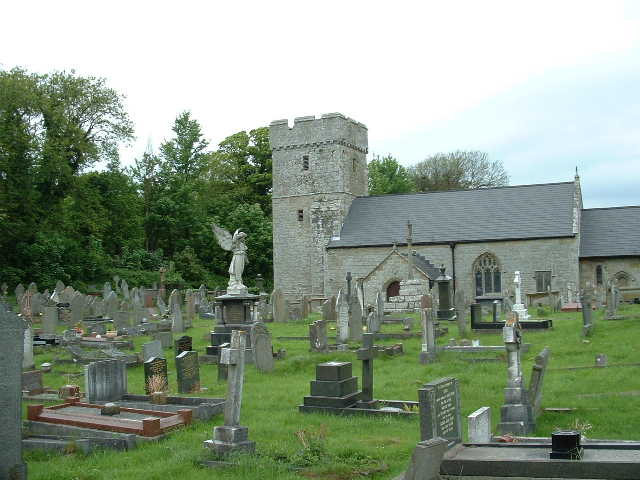
Kościół i cmentarz w 2008
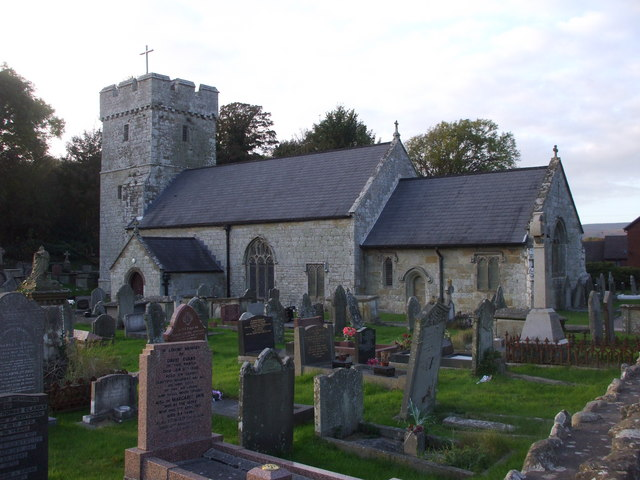
Widok na kościół w 2009
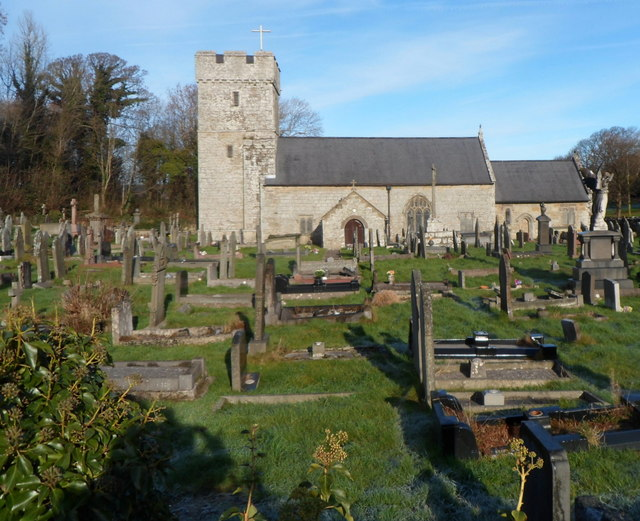
Kościół i cmentarz w 2012
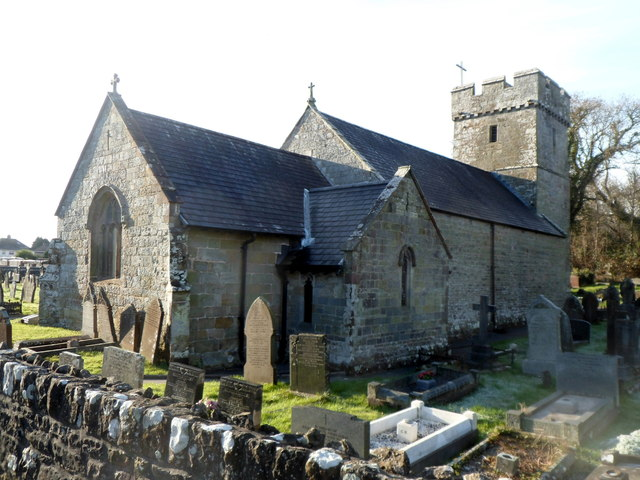
Elewacja wschodnia i północna